# D'You Know What I Mean?
"D'You Know What I Mean?" é uma canção da banda britânica Oasis e primeiro single do seu terceiro álbum Be Here Now de 1997.

## Paradas musicais

### Semanais
| Parada (1997)                                  | Melhor posição |
| ---------------------------------------------- | -------------- |
| Austrália (ARIA)                               | 16             |
| Áustria (Ö3 Austria Top 75)                    | 38             |
| Bélgica (Ultratop 50 de Flandres)              | 32             |
| Bélgica (Ultratop 50 da Valônia)               | 25             |
| Canadá (RPM Top Singles)                       | 28             |
| Canadá (RPM Rock/Alternative)                  | 1              |
| Dinamarca (IFPI)                               | 6              |
| Europa (Eurochart Hot 100)                     | 6              |
| Finlândia (Suomen virallinen lista)            | 1              |
| França (SNEP)                                  | 37             |
| Alemanha (Offizielle Deutsche Charts)          | 27             |
| Islândia (Íslenski Listinn Topp 40)            | 9              |
| Irlanda (IRMA)                                 | 1              |
| Itália (Musica e dischi)                       | 3              |
| Países Baixos (Dutch Top 40)                   | 25             |
| Países Baixos (Single Top 100)                 | 31             |
| Nova Zelândia (Recorded Music NZ)              | 4              |
| Noruega (VG-lista)                             | 3              |
| Escócia (Scottish Singles Chart)               | 1              |
| Espanha (AFYVE)                                | 1              |
| Suécia (Sverigetopplistan)                     | 2              |
| Suíça (Schweizer Hitparade)                    | 20             |
| Reino Unido (UK Singles Chart)                 | 1              |
| Reino Unido (OCC UK Indie)                     | 25             |
| Estados Unidos (Billboard Radio Songs)         | 49             |
| Estados Unidos (Billboard Alternative Airplay) | 4              |
| Estados Unidos (Billboard Mainstream Rock)     | 36             |

### Fim de Ano
| Parada (1997)                       | Posição |
| ----------------------------------- | ------- |
| Canadá Top Singles (RPM)            | 82      |
| Canadá Rock/Alternative (RPM)       | 13      |
| Europa (Eurochart Hot 100)          | 73      |
| Islândia (Íslenski Listinn Topp 40) | 70      |
| Suécia (Sverigetopplistan)          | 42      |
| Reino Unido (OCC)                   | 12      |